# Prostovoljci Združenih držav Amerike
Prostovoljci Združenih držav Amerike (izvirno angleško United States Volunteers; okrajšava: U.S. Volunteers oz U. S. Vol.; kratica U.S.V.) je naziv za nestalno, prostovoljno sestavo Kopenske vojske ZDA, ki je bila uradno ustanovljena leta 1898, obstajala pa je že dolgo pred tem. 
Leta 1861 so bili prvič ustanovljeni polki t. i. prostovoljne vojske ZDA (volunteer army of the United States), a šele leta 1898 je bil sprejet zakon, kateri je uradno ustanovil sestavo. 
V 19. stoletju je bil namen zvezne vlade, da se ustvari velika sila državljan-vojakov, ki bi bili vpoklicani v času vojne, pri čemer bi dopolnili malo profesionalno Regularno vojsko, hkrati pa se organizirajo milice zveznih držav in Nacionalna garda ZDA. Prostovoljci ZDA so bili predhodniki Nacionalne vojske, ki je bila ustanovljena med prvo svetovno vojno in Army of the United States, ki je bila ustanovljena med drugo svetovno, korejsko in vietnamsko vojno.
Prostovoljci ZDA niso obstajali v mirnem času, saj so se v vojaško službo vpisali le za obdobje enega do treh let in v letih 1794 - 1902 so se borili izven ZDA. Milice, ki so bile ustanovljene v skladu z Ustavo ZDA, so bile pod nadzorom posamezne zvezne države, ki jih je rekrutirala, usposobila, opremila in nato vzdrževala njihovo stanje; guvernerji države so odgovorni tudi za imenovanje in povišanje častnikov. Za razliko od prostovoljcev pa so gardisti lahko služijo le na področju svoje zvezne države in pri čemer ne smejo biti dodani v zvezno službo za obdobje več kot devet mesecev.
Polki in baterije, ki so bile ustanovljene iz prostovoljcev, so v imenu enote dobili še naziv Volunteers, s čimer so jih razločevali od enot Regularne vojske, Nacionalne garde in milic.